# Elmo (Utah)
Pour les articles homonymes, voir Elmo (homonymie).
Elmo est une municipalité américaine située dans le comté d'Emery en Utah.
Lors du recensement de 2010, sa population est de 418 habitants. La municipalité s'étend alors sur une superficie de 0,65 mille carré (1,68 km2).
Cette bourgade agricole est fondée en 1908 par des familles originaires de Cleveland. Son nom proviendrait du célèbre roman St. Elmo d'Augusta Evans Wilson. Selon une version, il s'agirait de l'acronyme de plusieurs noms de ses premiers habitants : Erickson, Larsen, Mortensen et Oviat.